# Sixt Jakob von Kapff (Theologe)
Sixt(us) Jakob Kapff, ab 1834 von Kapff (* 27. Januar 1765 in Lorch; † 6. Juli 1848 in Esslingen am Neckar), war ein deutscher evangelischer Theologe der Württembergischen Landeskirche.

## Familie
Sixt Jakob Kapff war der Sohn des Lorcher Pfarrers Johann Melchior Kapff (1727–1799) und der Maria Majer, er hatte 3 Geschwister. 1795 heiratete er Louise Christina Pistorius (1774–1839), mit ihr hatte er sechs Kinder. 

## Beruf
Nach dem Studium arbeitete er von 1785 bis 1794 als Magister und Repetent. 1794 wurde er Helfer in Göppingen und 1808 Dekan in Pfullingen. Von 1817 bis 1823 war er Dekan in Schorndorf. 1823 wurde er Prälat und Generalsuperintendent von Ludwigsburg. Dieses Amt übte er bis zu seinem Eintritt in den Ruhestand im Jahr 1841 aus.

## Politik
Die Generalsuperintendenten der Evangelischen Landeskirche waren Kraft Amtes privilegierte Mitglieder der Zweiten Kammer des württembergischen Landtags.  Sixt Jakob von Kapff trat nach seiner Ernennung in Ludwigsburg deshalb auch 1823 in den Landtag ein und gehörte diesem bis 1841 an. 

## Auszeichnung
Sixt Jakob von Kapff wurde 1834 das Ritterkreuz des Ordens der Württembergischen Krone verliehen, welches mit dem persönlichen Adelstitel (Nobilitierung) verbunden war.